# Ладова, Алена
Алена Ладова (чеш. Alena Ladová; 29 декабря 1925, Прага — 25 июня 1992, там же) — чешская художница, книжный иллюстратор, сценограф

 и писательница.

## Биография

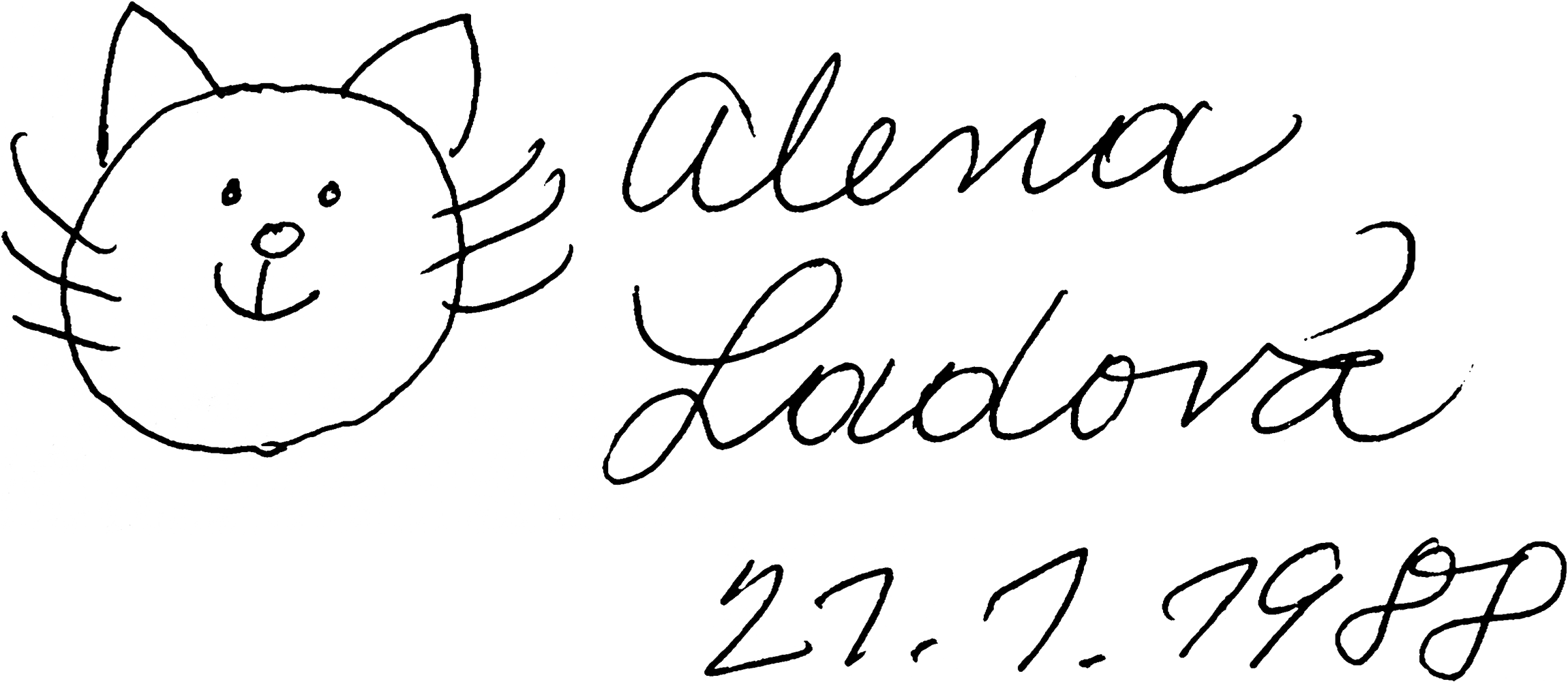
Автограф Алены Ладовой

Первые уроки живописи получила у своего отца народного художника ЧССР Йозефа Лады (1887—1957). После окончания средней школы училась рисованию в Государственной Школе графических искусств под руководством профессора Карела Тондла. Затем в течение одного года работала в Злине, на киностудии Kudlov, где увлеклась сложной красотой анимационных фильмов. Стала талантливым мультипликатором. В 1948 году окончила Академию прикладных искусств в Праге. Училась у профессора Эмиля Филла.

## Творчество
Алена Ладова — известный иллюстратор детских книг. Проиллюстрировала более чем девяносто книг для детей. В 1963 году написала и проиллюстрировала книгу «Můj táta Josef Lada» (Мой отец Йозеф Лада), где рассказала трогательные истории своего детства.
Её рисунки часто печатались в газетах и журналах для детей, календарях, на пасхальных и рождественских открытках.
Ладова сделала дизайн сцены и костюмы для шестнадцати проектов чешского телевидения. Сценографические работы художницы участвовали в постановках на сценах многих театров Чехословакии. Первый опыт её театральной сценографии состоялся в 1946 году, когда она создала оформление сцен и костюмов к спектаклю «Zlodějská Komedie» Йозефа Томана (Театр им. 1 мая — сегодня Пражский Национальный Театр оперы (Чехия, Прага) Архивная копия от 15 марта 2019 на Wayback Machine). Последний театральный проект Ладовой состоялся в 1986 году, когда она работала над драматической сказкой Йозефа Лады «Bubáci hastrmani» в муниципальном театре в Кладно.
В настоящее время в Грусице действует постоянная выставка её фотографий и иллюстраций, являющаяся частью коллекции Мемориала Йозефа Лады и его дочери Алены.
Похоронена на Ольшанском кладбище в Праге.